# Quo Vadis (livro)
Quo Vadis (no original polonês: "Quo Vadis: Powieść z czasów Nerona") é um romance do escritor polaco Henryk Sienkiewicz (1846-1916), ambientado na Roma Imperial, à época de Nero, e que tem por tema a perseguição que se abateu sobre os cristãos, após o Grande Incêndio de Roma.

O livro foi publicado, originalmente, em 1895. 

## Origem da expressão
A expressão "Quo vadis, Domine? "(Aonde vais, Senhor?) provém de uma tradição cristã, registrada em livros apócrifos, segundo a qual Jesus apareceu a Pedro, que deixava Roma para escapar à perseguição de Nero e, quando indagado pelo apóstolo: "Aonde vais, Senhor?", respondeu-lhe: "Já que abandonas o meu povo, vou a Roma para ser crucificado, outra vez ".

## O livro
A trama principal do romance centra-se na história de amor entre Vinícius e Lígia (aliás, Calina), duas pessoas que pertencem a mundos diferentes. O romance entre os dois exerce forte influência sobre o desenvolvimento da ação, com momentos marcantes como a  tentativa de seqüestro de Lígia e sua salvação milagrosa no confronto de Ursus com o touro, no circo. A vitória do homem contra o animal na arena imprime um final feliz à história — bem ao agrado da maioria dos leitores — porque, nesse momento, o povo afasta-se de Nero e coloca-se a favor dos cristãos.

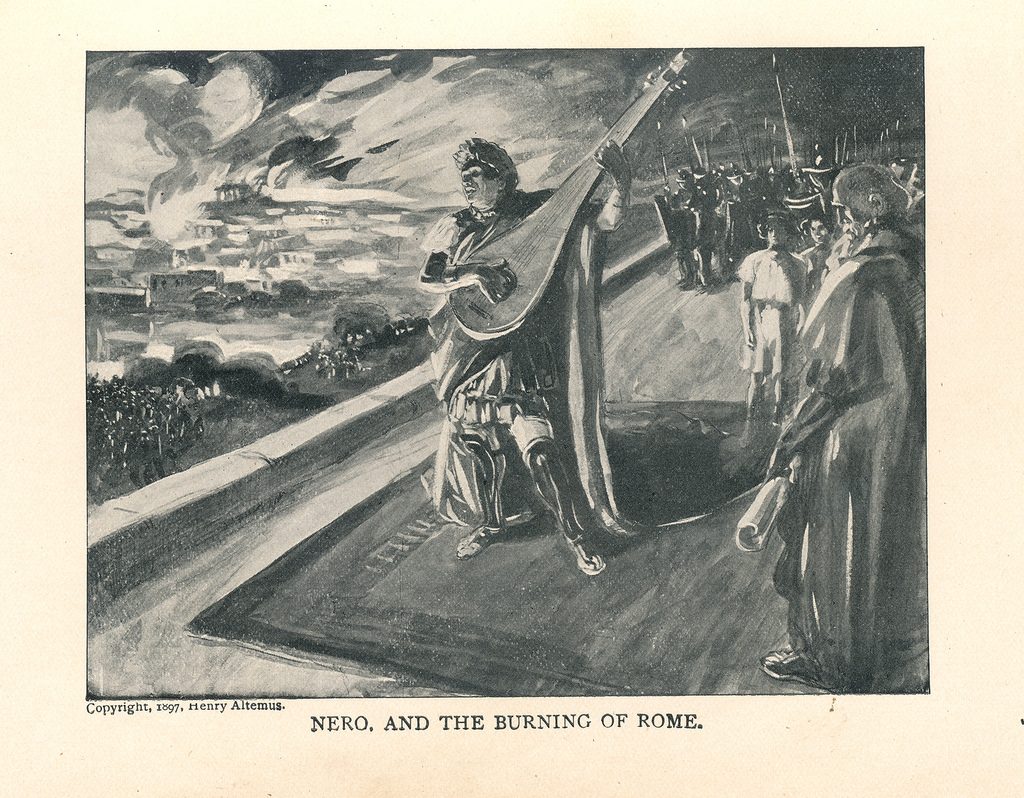
Nero e o incêndio de Roma. Ilustração: M. Lipman, 1897.

O Nero de Sienkiewicz é uma caricatura, deliberadamente ridícula, do personagem histórico. Ele é descrito como um tirano que, além de se comprazer com a crueldade, imagina-se um grande poeta e cantor , chegando ao cúmulo de incendiar Roma para obter inspiração semelhante a de Homero ao retratar o incêndio de Troia. 
Figura-chave na obra é Petrônio, patrício romano e conselheiro de Nero, homem de bom gosto e elegância, incluído no romance como um símbolo da cultura clássica. Sua morte (suicídio nos braços da amada) é bem emblemática, tendo em vista a doutrina epicurista que ele cultiva.
Quanto ao personagem mais degradante do romance, Chilonides Chilo  - cuja ambição o leva a trair até aqueles que lhe ofereceram a mão em momentos difíceis — sua conversão, à hora da morte, proclama o cristianismo como esperança de salvação, ao alcance até dos mais vis, desde que se arrependam e abracem a crença no Cristo, redentor da Humanidade.

## Personagens do romance

### Personagens históricos
- Nero: imperador romano. Além de descrevê-lo como um déspota sanguinário, o romance busca ridicularizar sua pretensão de ser um grande artista (músico e poeta), bajulado por sua corte de áulicos. Teria mandado incendiar Roma apenas para inspirar-se e compor um poema épico.
- Petrônio: patricio romano, poeta, epicurista e esteta, membro da corte de Nero, onde era tido como "árbitro da elegância", por seus gostos e conduta refinados. Na obra, ele é tio de Marco Vinício.
- Tigelino: comandante (praefectus) da Guarda Pretoriana. Serviu a Nero e a Galba, mas suicidou-se quando Otão tornou-se imperador. No romance, é cúmplice das crueldades de Nero.
- Aulo Pláucio: comandou as forças romanas na conquista da Britania, à época do imperador Cláudio. No romance, é o pai adotivo de Lígia e, por ser cristão, torna-se uma das vítimas de Nero, após o Grande incêndio de Roma.
- Pompônia Grecina: esposa do general Aulo Pláucio. No livro, é a mãe adotiva de Lígia.
- Popeia Sabina: tornou-se a segunda esposa de Nero, após se divorciar de Otão (futuro imperador). É referida de modo contraditório pelos escritores antigos (Flávio Josefo a elogia e diz que ela era simpática ao judaísmo). Foi morta por Nero que, em instante de cólera, chutou-lhe o ventre, quando estava grávida. No romance, é mostrada como uma mulher cruel, que planeja a morte espetacular de Lígia, à vista de Vinício, e acaba sendo estrangulada pelo marido-imperador.
- Acte: antiga amante de Nero, teria sido a grande paixão do imperador, que só não a desposou por veto da mãe, Agripina. Suetônio diz que ela foi um dos poucos que se manteve fiel a Nero e custeou seus funerais. Na obra, ela ajuda o imperador a suicidar-se.
- Sêneca: filósofo romano, estoico, foi preceptor de Nero. Acusado de participar da Conspiração de Pisão, suicidou-se.
- Lucano: poeta romano, autor de "Farsália". Era sobrinho de Sêneca e suicidou-se junto com seu tio.
- Pedro, apóstolo cristão. O romance reforça a tradição segundo a qual ele teria sido crucificado, de cabeça para baixo, na colina do Vaticano.
- Paulo, o grande edificador do Cristianismo. A tradição sustenta que teria sido executado em Roma, nesse tempo.

### Personagens fictícios
- Ligia: Seu nome nativo era Calina. Natural da Lígia, vivia em Roma com refém do Estado, confiada à guarda da família do general Pláucio. Educada pelos país adotivos dentro do cristianismo, enamora-se de Vinício, mas recusa-se a tornar-se sua amante. Sua conduta promove uma grande transformação no jovem patrício, levando-o à conversão.
- Marco Vinício: patrício romano, comandante militar. Apaixona-se por Lígia e, por amor a ela, converte-se ao Cristianismo.
- Ursus («Urbano», após ser batizado): fiel servidor da mãe de Ligia, a quem promete, em seu leito de morte, proteger e defender a filha. Possui força física descomunal, porém é uma pessoa simplória e ingênua.
- Glaucus: médico cristão de ascendência grega. Sua mulher e filhos são vendidos como escravos por Chilón Chilonides. Por ser cristão, ele perdoa seu algoz.
- Eunice: escrava e amante de Petrônio que, por vontade própria, suicida-se junto com ele.
- Chilón Chilonides: filósofo grego ambicioso e desprovido de escrúpulos. Entre os cristãos apresenta-se como um deles, mas delata-os a Nero, em troca de dinheiro.

## Quo Vadis no Cinema
Adaptações cinematográficas do romance de Sienkiewicz:
- Quo Vadis, filme francês (mudo) de 1901.
- Quo Vadis, filme italiano (mudo) de 1912.
- Quo Vadis, filme italiano (mudo) de 1925.
- Quo Vadis, filme estadunidense de 1951.
- Quo Vadis, filme italiano de 1985.
- Quo Vadis, filme polonês de 2001.